# Prosoplus densepuncticollis
Prosoplus densepuncticollis là một loài bọ cánh cứng trong họ Cerambycidae.